# Józef Niemirowicz Szczytt (zm. 1745)
Józef Niemirowicz-Szczytt (Józef Szczytt Niemirowicz / Józef Szczytt) herbu Jastrzębiec (zm. 4 marca 1745 roku) – kasztelan mścisławski w latach 1740–1745, cześnik Wielkiego Księstwa Litewskiego w 1713 roku, starosta jaśwojński (od 1717) i koronowski, poseł na sejmy.
Syn Krzysztofa Benedykta Niemirowicza-Szczytta, kasztelana smoleńskiego, i jego trzeciej żony Anny z Kieżgajło-Zawiszów I voto za Czerniewskim II voto za Piotrem Stanisławem hr. Tarnowskim, starostą krzepickim. Anna była córką Jana, starosty brasławskiego, i Apolonii z Kryszpin-Kirszenszteinów, córki podskarbiego wielkiego litewskiego Hieronima Kryszpina-Kirszenszteina.
Miał dwóch rodzonych braci i siostrę:
- Jana Krzysztofa, ożenionego z Ludwiką Pacówną, ojca Józefa i Krzysztofa
- Dominika
- Teresę za Józefem Benedyktem Tyszkiewiczem

oraz przyrodniego brata Benedykta (z drugiej żony ojca - Katarzyny Bennet).

## Działalność polityczna
Cześnik litewski, deputat smoleński na Trybunał Główny Wielkiego Księstwa Litewskiego, członek Koła Duchownego w 1716 roku. Poseł smoleński na sejm 1718 roku. Poseł z województwa smoleńskiego na sejm w Warszawie (1719/1720), deputat brasławski do Trybunału Litewskiego i marszałek Koła Duchownego w Wilnie (1725).
W latach 30. XVIII w. był stronnikiem Radziwiłłów nieświeskich i marszałka nadwornego litewskiego Pawła Sanguszki. W 1733 został obrany na sejmiku w Rosieniach pierwszym posłem księstwa żmudzkiego na sejm elekcyjny. W 1734 zmienił opcję polityczną i podpisał w Wilnie akt konfederacji generalnej litewskiej, zawiązanej przy Stanisławie Leszczyńskim. W sierpniu 1734 objął dowództwo nad oddziałami wojska litewskiego wiernymi Stanisławowi Leszczynskiemu, gdy jego poprzednik Aleksander Pociej, na wieść o zbliżaniu się armii rosyjskiej pod dowództwem gen. Izmajłowa i oddziałów litewskich kanclerza wielkiego litewskiego Michała Serwacego Wiśniowieckiego opuścił wojsko. Po bitwie przedostał się wraz z oddziałami na Podlasie, gdzie zbierali się przywódcy obozu stanisławowskiego na Litwie na czele z Marcjanem Ogińskim i Antonim Pociejem. Jesienią 1734 opuścił stronnictwo.
Posłował z województwa połockiego na sejm nadzwyczajny pacyfikacyjny 1736 roku, na którym podpisał dyplom elekcji Augusta III. W stronnictwie radziwiłłowskim trzykrotnie rozważano jego wybór na marszałka Trybunału Litewskiego. W 1740 został kasztelanem mścisławskim.
Zmarł 4 marca 1745 w swoim pałacu w Wilnie. Został pochowany w Kościele Karmelitów Bosych w Kownie, a jego wileński pałac spłonął 11 czerwca 1748 podczas pożaru miasta.

## Dobra i fundacje
Józef Niemirowicz-Szczytt posiadał znaczne dobra w województwie połockim (m.in. Juchowicze, Wichowicze, Prozoroki, Szo, Sanniki, Rudniki, Bobynicze, Orzechowno, Pojeziory), a także Karolowy Most, Klepacze, Datnów i Wojdatany,
Podobnie jak ojciec, był współfundatorem i dobrodziejem klasztoru karmelitów bosych w Kownie, w którym został pochowany. Zobowiązał się również do wybudowania, zapewniając ku temu środki finansowe, murowanego kościoła dla bernardynów w Datnowie.
Główną rezydencją Józefa i jego potomków były Juchowicze.
W Wilnie do 1748 znajdował się jego pałac.

## Rodzina
Poślubił Petronellę Scholastykę Wolodkowicz (Wołodkiewicz) h. Radwan (1708–1779 Kowno), córkę Franciszka, wojskiego mińskiego, i Zofii z Wańkowiczów, kasztelanki mińskiej, a siostrę Michała, męża Teresy Pacówny (córki pisarza wielkiego litewskiego Krzysztofa Konstantego).
Z Petronellą miał dwóch synów i pięć córek:
- Antoniego – zmarłego młodo i bezpotomnie, pochowanego w Prozorokach
- Krzysztofa (1726–1776) – płk. wojsk francuskich, gen.-mjra wojsk litewskich, starostę jaśwojńskiego, szambelana króla Stanisława Leszczyńskiego
- Teresę – żonę Eustachego Józefa Chrapowickiego, instygatora litewskiego, matkę Józefa Chrapowickiego
- Annę – I voto za miecznikiem kowieńskim Ignacym Chełchowskim II voto za Marcinem Matuszewiczem, matkę Tadeusza Matuszewicza
- Felicjannę (zm. 1766) – żonę Józefa Prozora, matkę Karola i Ignacego Kajetana Prozorów
- Zofię, żonę Antoniego Zabiełły, marszałka kowieńskiego, łowczego litewskiego, matkę Józefa, Michała, Szymona oraz Anny za Teodorem Laskarysem
- Mariannę (zm. 1797) – w Zakonie Sióstr Wizytek w Wilnie (imię zakonne Joanna Franciszka)

Po śmierci Józefa Niemirowicza-Szczytta, Petronella wyszła ponownie za mąż za Szymona Sirucia,

## Józef Niemirowicz Szczytt w twórczości Adama Naramowskiego
Jezuita, pisarz historyczny Adam Ignacy Naramowski dedykował Józefowi Niemirowiczowi Szczyttowi dwa utwory:
- panegiryk z 1712 Penna Maiestas scientiarum...
- kazanie z 1725 POWITANIE Jáśnie Oświeconego TRYBUNAŁU Wielkiego Xięstwá Litewskiego W Niedzielę trzecią po Wielkieynocy MIANE, A pod Prześwietnym Imienie dążącego w Herbowney PODKOWIE do nieśmiertelney Sławy Iáśnie Wielmożnego Iego Mości Pana JOZEFA NIEMIROWICZA SZCZYTA CZESNIKA W. X. L. Starosty Jaswońskiego &c. FORI COMPOSITI DYREKTORA, na publiczne światło..[8], wygłoszone w kościele św. Janów w Wilnie, w którym wychwala jego osobiste zasługi oraz cnoty oddziedziczone po rodach Niemirowiczów-Szczyttów ze strony ojca i Zawiszów - po stronie matki.